# Унтерман, Исер Йехуда
Исер Йехуда Унтерман (19 апреля 1886, Брест-Литовск — 26 января 1976, Иерусалим) — верховный ашкеназский раввин Израиля с 1964 по 1972 год.

## Биография
Родился в Брест-Литовске в семье раввина Эльяху Унтермана и Шейны, дочери раввина Эльханана Фишера. Учился в иешивах в местечке Малеч, современная Брестская область, в Мире, Воложине. В 1910 году возглавил иешиву (рош иешива) в местечке Вишнево, а затем был раввином в Могильном и Мстибово в Белоруссии. В 1921—1924 — раввин города Гродно. Унтерман был горячим приверженцем движения Мизрахи и одним из видных раввинов, которые поддерживали это движение. В 1921 году был делегатом XII Сионистского конгресса, в дальнейшем присутствовал и на других Сионистских конгрессах. В 1924 году был избран раввином Ливерпуля, вскоре овладел английским языком и приобрел известность в еврейской общине Англии. Был президентом национальной организации «Мизрахи», вице-президентом британских филиалов Еврейского национального фонда и Керен ха-Йесода. В 1946 году был избран главным ашкеназским раввином Тель-Авива. В 1964—1972 годах был верховным ашкеназским раввином Израиля.
Занимал эту должность параллельно с раввином Ицхаком Нисимом, который занимал пост сефардского раввина. В 1973 произошли перевыборы раввинов, впервые в истории главного раввината и оба главных раввина потеряли свои должности. Вместо Унтермана был избран раввин Шломо Горен, а вместо Ицхака Нисима раввин Овадья Йосеф.

## Унтерман как галахический авторитет
Рав Унтерман придерживался облегчающего мнения по многим вопросов, поддерживал государство Израиль и его институты. Среди его постановлений: разрешение пожимать руку женщине, если она протянула первой, не знает законов и может посчитать отказ дать ей руку, как личное оскорбление. Несмотря на либеральный подход к галахе был против мобилизации женщин в армию Израиля и выступил против рава Горена, который разрешил назаконорожденным брату и сестре вступать в брак.